# Яйцо с бутоном розы
Яйцо с бутоном розы — ювелирное эмалированое пасхальное яйцо, созданное Михаилом Перхиным под руководством Карла Фаберже в 1895 году для Николая II, подарившего его своей жене, императрице Александре Фёдоровне.
Оно стало первым яйцом, подаренным Николаем Александре.
В настоящее время ювелирное яйцо находится в постоянной экспозиции Музея Фаберже в Санкт-Петербурге, расположенном во дворце Нарышкиных-Шуваловых.

## Описание

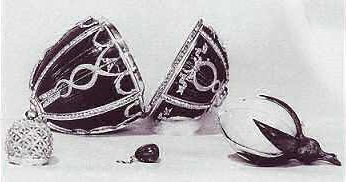
Фотография 1917 года, на которой видны ныне утраченные сюрпризы яйца — корона (слева) и кулон (по центру)

Пасхальное яйцо выполнено в стиле неоклассицизма в противовес популярному в конце XIX века стилю ар-нуво. Яйцо открывается как бонбоньерка, являя спрятанный внутри бутон розы, покрытый жёлтой эмалью. Лепестки бутона раздвигались, открывая золотую корону с бриллиантами и рубинами и кулон со звёздчатым рубином-кабошоном. Оба этих последних сюрприза утеряны. Корона являлась указанием на новый титул Александры Фёдоровны как императрицы Российской империи.

## История
Вскоре после смерти Александра III его сын, Николай II, женился на Алисе Виктории Елене Луизе Беатрисе, принцессе Гессен-Дармштадтской, принявшей в православии имя Александры Фёдоровны и ставшей императрицей. Её родной Дармштадт славился своим розарием, поэтому новая императрица скучала по ним. Жёлтые розы были наиболее ценными в родной для императрицы Германии, а наиболее известной жёлтой розой в 1895 году была китайская чайная роза. Работа Фаберже была оплачена 3 250 рублями.

## Владельцы
В 1917 году яйцо было конфисковано Временным правительством, а позже около 1927 года продано Эммануэлю Сноуману из ювелирного дома Wartski.
В 1930-х годах его владельцем являлся Чарльз Парсонс, но позже оно было утеряно на несколько десятилетий. Ходили слухи, что оно было повреждено во время супружеской ссоры. Благодаря этим повреждениям Малькольму Форбсу удалось идентифицировать яйцо, когда он получил его в 1985 году от Fine Art Society в Лондоне. В 2004 году оно было продано как часть коллекции Форбса Виктору Вексельбергу. Вексельберг приобрёл девять императорских яиц Фаберже из коллекции за приблизительно 100 миллионов долларов.